# Linus Sebastian
Linus Gabriel Sebastian (* 20. August 1986) ist ein kanadischer Webvideoproduzent. Er gründete 2012 das Videoproduktionsunternehmen Linus Media Group und betreibt damit unter anderem sechs auf Technik fokussierte YouTube-Kanäle: Linus Tech Tips, Techquickie, TechLinked, GameLinked, ShortCircuit und Mac Address. Sein erfolgreichster Kanal Linus Tech Tips ist mit 16 Millionen Abonnenten und über 8,1 Milliarden Aufrufen der vierzehntmeist abonnierte und drittmeistgesehene Technik-Kanal auf YouTube. Des Weiteren gehört Sebastian die Videostreamingplattform Floatplane.com.
Er ist außerdem Investor in Framework Laptop und HexOS.

## Karriere

Logo von Linus Tech Tips seit 2018

Sebastian arbeitete für den inzwischen bankrotten kanadischen IT-Händler NCIX. Er wurde trotz fehlender Erfahrung im Bereich Werbung und PR als Moderator für dessen neuartigen YouTube-Kanal eingesetzt, der der Präsentation des NCIX-Sortiments diente. In seinem ersten Video stellte er 2007 einen Sunbeam-Prozessorkühlkörper vor. Während seiner Zeit im Unternehmen war er auch als Vertriebsmitarbeiter, Systemdesigner, Produkt- und Kategoriemanager tätig.

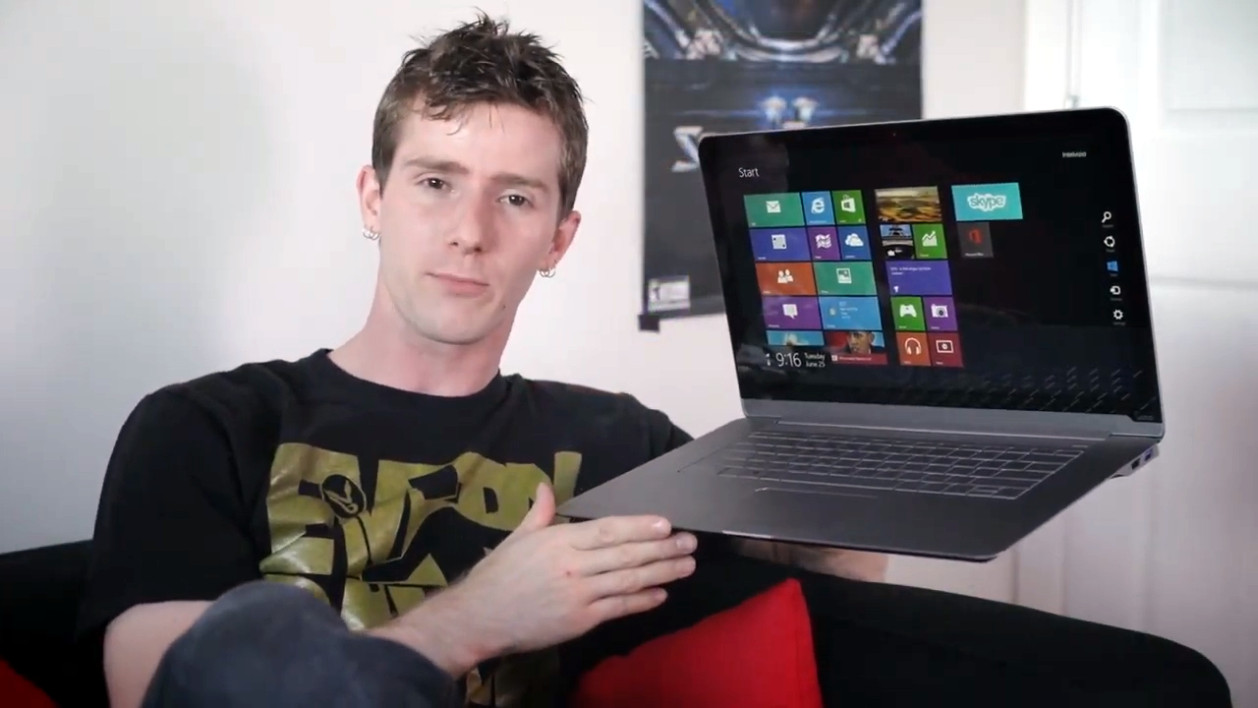
Sebastian stellt ein Notebook in einem Video vor (2013)

Im Januar 2013 gründete er die Linus Media Group, mit zunächst drei Mitarbeitern. Anfänglich hauptsächlich von einer Garage aus betrieben, beschäftigt das Videoproduktionsunternehmen mit Sitz in Surrey derzeit mindestens 80 Vollzeitbeschäftigte (Stand: 2022). Seit 2017 führt die Linus Media Group mit der LTX Expo eine jährliche Veranstaltung in Vancouver mit technisch orientierten Content-Erstellern und Persönlichkeiten durch. Wegen der COVID-19-Pandemie wurde die Veranstaltung von 2020 bis 2022 ausgesetzt. Im Mai 2023 gab er bekannt, dass er ab dem 1. Juli 2023 als CEO der Linus Media Group zurücktreten werde, um sich als Chief Vision Officer auf die langfristige Weiterentwicklung des Unternehmens zu konzentrieren; gleichzeitig verkündete er die Verpflichtung von Teren Tong als CEO, welchen er bei NCIX als seinen Vorgesetzten kennen lernte.

## Privatleben
Er ist in Maple Ridge, in Kanada aufgewachsen. Seit April 2011 ist Linus Sebastian mit Yvonne Ho verheiratet, mit der er einen Sohn und zwei Töchter hat.

## Kritik
Im Jahr 2023 geriet Sebastian aufgrund von Vorwürfen des US-amerikanischen YouTube-Kanals Gamers Nexus in die Kritik. Ihm wurden unsaubere Arbeitsmethoden sowie Respektlosigkeit gegenüber Partnern und Unternehmen vorgeworfen. Auslöser der Kontroverse war die Vorstellung eines Prototyps des Start-ups Billet Labs in einem seiner Videos, bei dem der Prototyp methodisch falsch getestet wurde. Zudem äußerte Sebastian, dass eine erneute Testung aus wirtschaftlichen Gründen nicht vorgenommen worden sei. Darüber hinaus versteigerte Sebastians Unternehmen den Prototyp des Start-ups bei einer Veranstaltung ohne die vorherige Einwilligung von Billet Labs einzuholen.